# Gábor von Vaszary
Gábor von Vaszary (Budapest, 7 giugno 1897 – Lugano, 22 maggio 1985) è stato uno scrittore e sceneggiatore ungherese.

## Biografia
Nel 1924 si trasferì a Parigi al fine di trascorrevi un soggiorno studio per poi fare ritorno in Ungheria solo nel 1932. Nel 1947 emigrò in Svizzera e lavorò successivamente a Radio Free Europe.
L'opera "Monpti" fu pubblicata nel 1934. Ispirata dalle impressioni ricavate dall'autore durante il soggiorno nella capitale francese, il romanzo racconta con sarcasmo la storia d'amore dell'io narrante con una stenodattilografa parigina.
Nel 1957 Helmut Käutner diresse la trasposizione cinematografica Monpti (Un amore a Parigi) con Horst Buchholz e Romy Schneider interpreti della coppia romantica. 
L'autore collaborò alla sceneggiatura del film.

## Opere
- Mesekönyv (1928)
- Monpti (1934; versione tedesca Monpti, 1936))
- Ő (1935)
- Csak te! (1936)
- Vigyázz, ha jön a nő (1936)
- Ketten Párizs ellen (1938, versione tedesca. Zwei gegen Paris, Lipsia 1937)
- Kislány a láthatáron (1939)
- A szőkékkel mindig baj van (1939)
- Hárman egymás ellen (1939)
- Az ördög nem alszik (1940)
- Tavaszi eső (1941)
- Káin (1942)
- Alszik az Isten (1943)
- Volt egyszer (1943)
- Bubus (1944)
- Die Sterne erbleichen (1957)
- Kuki (1963)
- Frühlingsregen (1965)
- Man nannte sie Celine (1975)